# Стів Форбс
Малкольм Стівенсон «Стів» Форбс-молодший (англ. Malcolm Stevenson «Steve» Forbes, Jr.; нар. 18 липня 1947, Моррістаун, Нью-Джерсі) — американський редактор, видавець і бізнесмен.
Він син давнього видавця Forbes Малькольма Форбса і онук засновника журналу Берті Форбса. Головний редактор ділового журналу Forbes, голова правління і генеральний директор компанії Forbes Inc.
Брав участь у республіканських праймеріз на посаду президента США у 1996 і 2000.

## Життєпис
Форбс народився в Моррістауні, штат Нью-Джерсі, в сім'ї Роберти Ремсен (уродженої Лейдлоу) та Малкольма Форбса. Форбс виріс у Фар-Гіллс, Нью-Джерсі. Він навчався у заміській школі Фар Хіллз разом зі своєю давньою подругою і майбутнім губернатором Нью-Джерсі Крістін Тодд Вітмен. Закінчив з відзнакою школу Брукса в Норт-Андовері, Массачусетс, у 1966 році.
У 1970 році Форбс отримав ступінь бакалавра історії в Прінстонському університеті, написавши 75-сторінкову дипломну роботу на тему «Боротьба за номінацію на посаду президента США від Демократичної партії 1892 року». Під час навчання в Прінстоні Форбс разом з двома іншими студентами заснував свій перший журнал «Business Today». Наразі «Business Today» є найбільшим студентським журналом у світі. Форбс є членом Alpha Kappa Psi та Tau Kappa Epsilon. Він має почесні ступені кількох університетів, у тому числі Нью-Йоркського технологічного інституту.